# Clastodermidae
Die Clastodermidae sind Schleimpilze und eine der beiden Familien in der Ordnung der Echinosteliida. Sie umfasst zwei Gattungen, von denen eine – Barbeyella – nur eine Art enthält, die Gattung Clastoderma hingegen vier Arten. Die Familie ist weltweit verbreitet.

## Merkmale
Die Fruchtkörper sind stets gestielte, sehr kleine (weniger als 0,5 Millimeter im Durchmesser) Sporangien. Das Peridium ist ganz oder zu Teilen dauerhaft, entweder teilt es sich in einzelne „blütenblattartige“, am Ansatz verwachsen bleibende Segmente oder einzelne schuppenartige, an den Spitzen der Capillitiumsfäden weiter haftende Bruchstücke. Die Sporen sind als Sporenmasse dunkelbraun.

## Systematik
Die Clastodermidae wurden 1971 von Constantine John Alexopoulos und Travis E. Brooks erstbeschrieben, zuvor wurden beide Gattungen in der Regel zu den Stemonitidae gestellt.
- Familie Clastodermidae
  - Barbeyella, mit nur einer Art:
    - Barbeyella minutissima

  - Clastoderma

## Nachweise
1. ↑  Michael J. Dykstra, Harold W. Keller: Mycetozoa. In: John J. Lee, G. F. Leedale, P. Bradbury (Hrsg.): An Illustrated Guide to the Protozoa. Band 2. Allen, Lawrence 2000, ISBN 1-891276-23-9, S. 961–962 (englisch).
2. 1 2  Constantine J. Alexopoulos and T. E. Brooks: Taxonomic Studies in the Myxomycetes. III. Clastodermataceae: A New Family of the Echinosteliales. In: Mycologia, Bd. 63, Nr. 4, 1971, S. 925–928.